# Uzbuna u Katridžu
Uzbuna u Katridžu je epizoda serijala Mali rendžer (Kit Teler) obјavljena u Lunov magnus stripu #210. Epizoda je objavljena premijerno u bivšoj Jugoslaviji u julu 1976. godine. Koštala je 8 dinara (0,44 $; 1,1 DEM). Imala je 55 strana. Izdavač јe bio Dnevnik iz Novog Sada. Autor naslovne stranice za LMS nije poznat. Drugi deo ove epizode objavljen je u LMS-211 pod nazivom Blizanci.

## Originalna epizoda
Prvi deo epizode je premijerno objavljen u Italiji u svesci #87 pod nazivom Silver lake, koja je izašla u februaru 1971, a ostatak epizode u #88 pod nazivom La legina della tenebre, koja je objavljena u martu 1971. godine.   Obe sveske koštale su po 200 lira (0,32 $; 1,27 DEM). Epizodu je nacrtao Frančesko Gamba, a scenario napisao Andrea Lavecolo. Originalne naslovnice nacrtao je Franko Donateli, tadašnji crtač Zagora.

## Kratak sadržaj
Prolog. Presude smrću u gradu Katridžu izvršavaju se večanjem, a kažnjeni ostaju da vise na gradskom trgu 24 sata. U Katridž stiže novi senator Mekkormik, čija ćerka i žena ne podnose nasilje. Senator naređuje da se pogubljenja izvršavaju mimo očiju javnosti.
Glavna priča. Izvršenje presude smrću u Kertridžu isčekuje Fil Vizli. Njegov brat blizanac Roki Vizli, koji je zajedno sa njim vodio bandu razbojnika i posvađao se oko plena, pre nekoliko nedelja pušten je iz zatvora. On kreće da se osveti bratu Filu. Nakon Filovog pogubljenja, katridžski šerif i njegov pomoćnik bivaju ubijeni. Kit Teler dobija zadatak od komandanta utvrđenja rendžera da ispita ovo ubistvo. Svi sumnjaju na Roka, ali Kit zna da su Rok i Fil boli u svađi, te da je Roku takođe odgovara Filova smrt.
Kit i Frenki stižu u Katridž preobučeni u civile, izigravajući dedu i unuka. Odsedaju kod udovice Hjuston. (Frenki se ljuti kada ga Kit zove deda.) Raspitujući se o nedavnim događajima, Kit i Frenki saznaju da je pogubljenje Fila obavljeno na nov način tako da niko nije video njegovo telo kada je pogubljen, tj. kada je propalo kroz vrata na podu gubilišta. Kit i Frenki stižu do jezera Silver Lake gde zatiču tragove potkovanih konja.

## Reprize
U Italiji je ova epizoda reprizirana u  #44 edicije Edizioni If, koja je izašla 14. januara 2016. Koštala je €8. U Hrvatskoj je ova sveska objavljena 30. juna 2021. pod nazivom Silver Lake. Cena je bila 39,9 kuna (€5,25), a u Srbiji se prodavala za 450 dinara (3,8 €).

## Prethodna i naredna sveska Malog rendžera u LMS
Prethodna sveska Malog rendžera u LMS nosila je naziv Spas iz katakombe (LMS206), a naredna Blizanci (LMS211).